# Ryczów (Spytkowice)
Ryczów ist eine Ortschaft mit einem Schulzenamt der Gemeinde Spytkowice im Powiat Wadowicki der Woiwodschaft Kleinpolen in Polen.

## Geographie

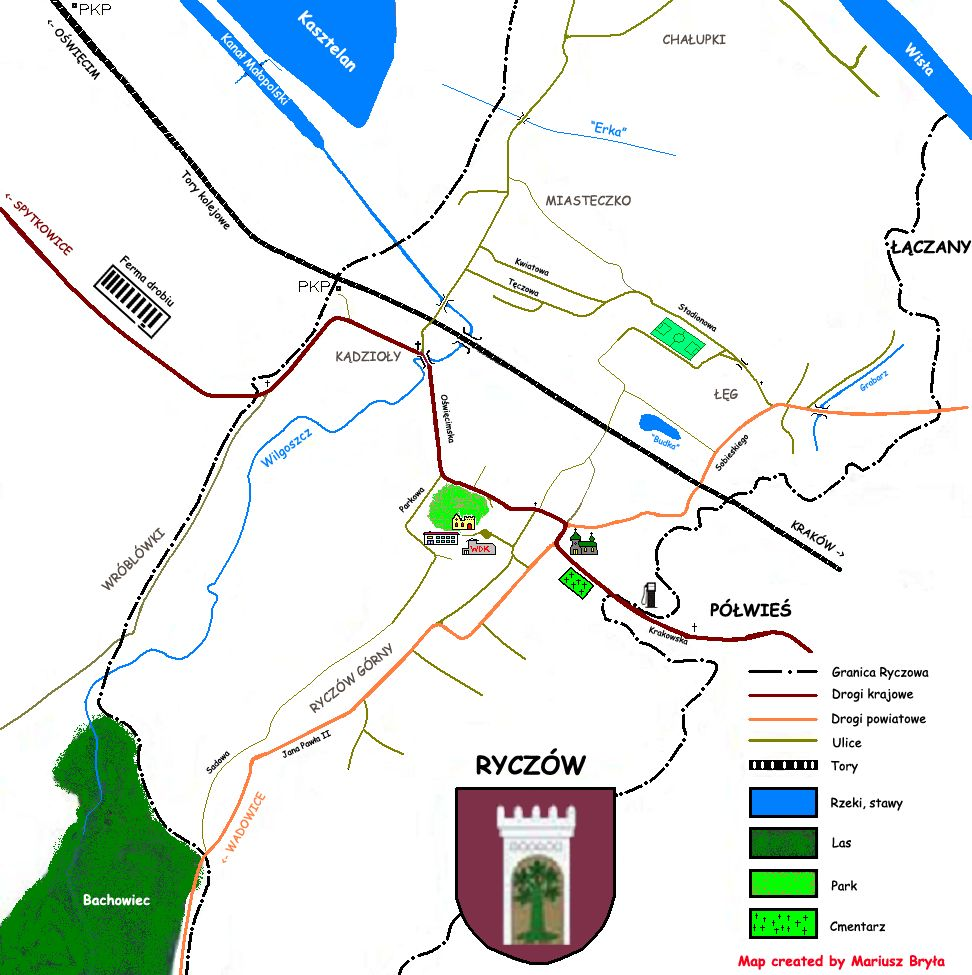
Karte des Orts

Der Ort liegt am rechten, südlichen Ufer der Weichsel. Die Nachbarorte sind Spytkowice im Westen, Lipowa im Norden, Kamień im Nordosten (hinter der Weichsel), Łączany im Osten sowie Bachowice, Zygodowice und Tłuczań im Süden.

## Geschichte
Das Gebiet zwischen den Flüssen Skawa im Westen und Skawinka im Osten (mit Ausnahme des Radwanitenkorridors) wurde im Jahr 1274 von Kleinpolen abgetrennt und ans Herzogtum Oppeln angeschlossen. Das Herzogtum Oppeln wurde 1281 nach dem Tod von Wladislaus I. von Oppeln geteilt. Ab 1290 gehörte das Gebiet zum Herzogtum Teschen und seit 1315 zum Herzogtum Auschwitz, das ab 1327 unter der Lehnsherrschaft des Königreichs Böhmen war.
Die Tyniecer Benediktiner schrieben zwischen den Jahren 1283 bis 1286 eine Fälschung, die behauptete, dass u. a. das Dorf villae nostri Ricow im Jahr 1250 von Wladislaus I. von Oppeln-Ratibor an das Kloster verliehen wurde. Nach anderen Quellen wurden schon im Jahr 1284 16 Hufen im örtlichen Wald vom Herzog Primislaus an das Kloster Mogila verliehen. Eine ähnliche Belehnung wurde im Jahr 1302 vom Herzog Mieszko I. von Teschen-Auschwitz für die Mönche gegeben und zwei Jahre später präzisierte der Herzog, dass das neue Waldhufendorf nach deutschem Recht organisiert wurde. Beide Dokumente gaben jedoch keinen Namen des Dorfs, der erst im Jahr 1329 wieder auftauchte. Der besitzanzeigende Name ist vom Personennamen Rycz abgeleitet (beispielsweise im Jahr 1386 als Ricz erwähnt). Das Dorf gilt als das einzige von den Mogiler Zisterziensern gegründete. Die Siedler kamen wahrscheinlich aus anderen Besitztümern des Klosters. Die Mönche kauften später auch Woźniki (1324), Zygodowice (1324 bis 1329) und Półwieś (um 1450), aber Ryczów blieb Sitz der Güter bis zum späten 18. Jahrhundert. Die älteste und wichtigste Pfarrei hatte jedoch ihren Sitz in Woźniki, mit nur Filialkirchen in Ryczów, Zygodowice und die Stadt Wadowice (bis zum Jahr 1780). Die Holzkirche aus dem frühen 17. Jahrhundert befindet sich heute im Freilichtmuseum in Wygiełzów.
Seit 1445 gehörte es zum Herzogtum Zator, dieses wurde im Jahr 1494 an den polnischen König verkauft. Anschließend wurde das Herzogtum Auschwitz-Zator im Jahr 1564 völlig dem Königreich Polen angeschlossen, als Kreis Schlesien der Woiwodschaft Krakau, ab 1569 in der polnisch-litauischen Adelsrepublik.
Bei der Ersten Teilung Polens wurde Ryczów 1772 Teil des neuen Königreichs Galizien und Lodomerien des habsburgischen Kaiserreichs (ab 1804). Ab 1782 gehörte es dem Myslenicer Kreis (1819 mit dem Sitz in Wadowice). Nach der Aufhebung der Patrimonialherrschaften bildete es nach 1850 eine Gemeinde im Gerichtsbezirk Wadowice im Bezirk Wadowice, ab 1891 im Gerichtsbezirk Zator, der 1910 mit Gerichtsbezirk Oświęcim vereinigt wurde, um den Bezirk Oświęcim zu gründen.
1918, nach dem Ende des Ersten Weltkriegs und dem Zusammenbruch der k.u.k. Monarchie, wurde Ryczów wieder Bestandteil von Polen. Unterbrochen wurde dies nur durch die Besetzung Polens durch die Wehrmacht im Zweiten Weltkrieg.
Von 1975 bis 1998 gehörte Ryczów zur Woiwodschaft Bielsko-Biała.

## Verkehr
Durch Ryczów verläuft die Staatsstraße DK 44, die Gliwice über Oświęcim mit Kraków verbindet, sowie die Bahnlinie Nr. 94 (Oświęcim – Kraków Płaszów).

## Sehenswürdigkeiten
- Palast der Familie Piasecki, 19. Jahrhundert

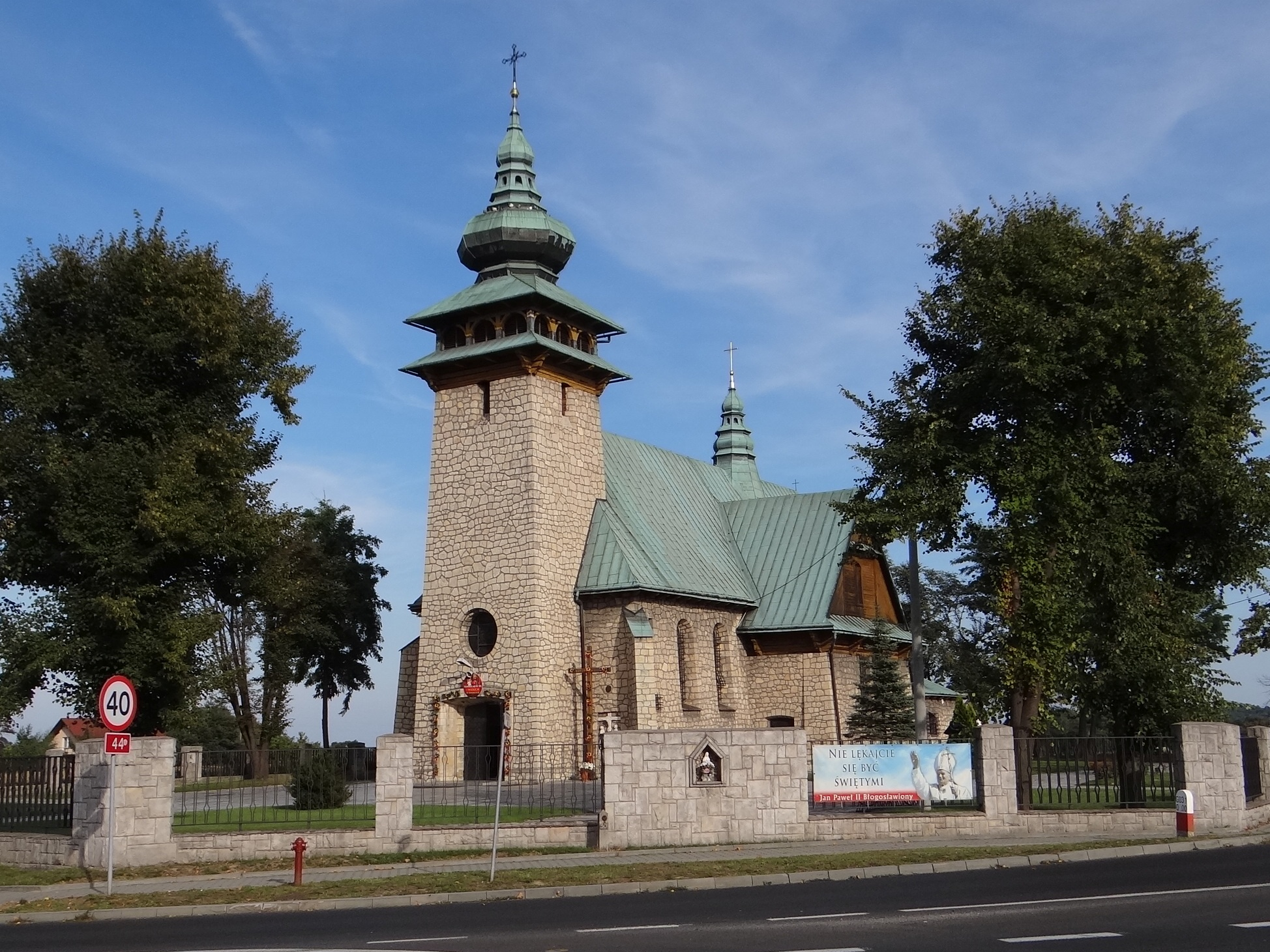
Neue Kirche
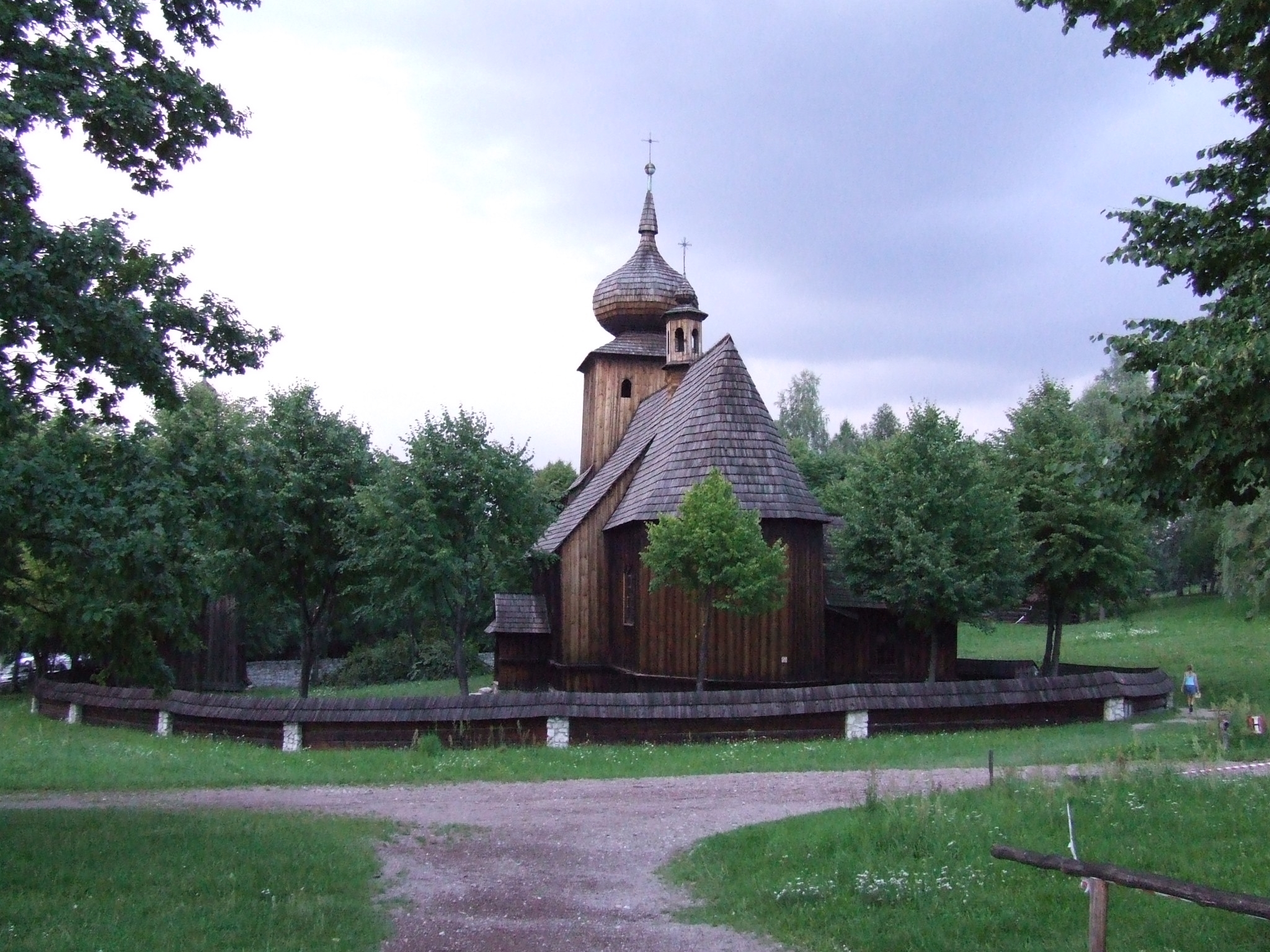
Holzkirche aus Ryczów in Wygiełzów
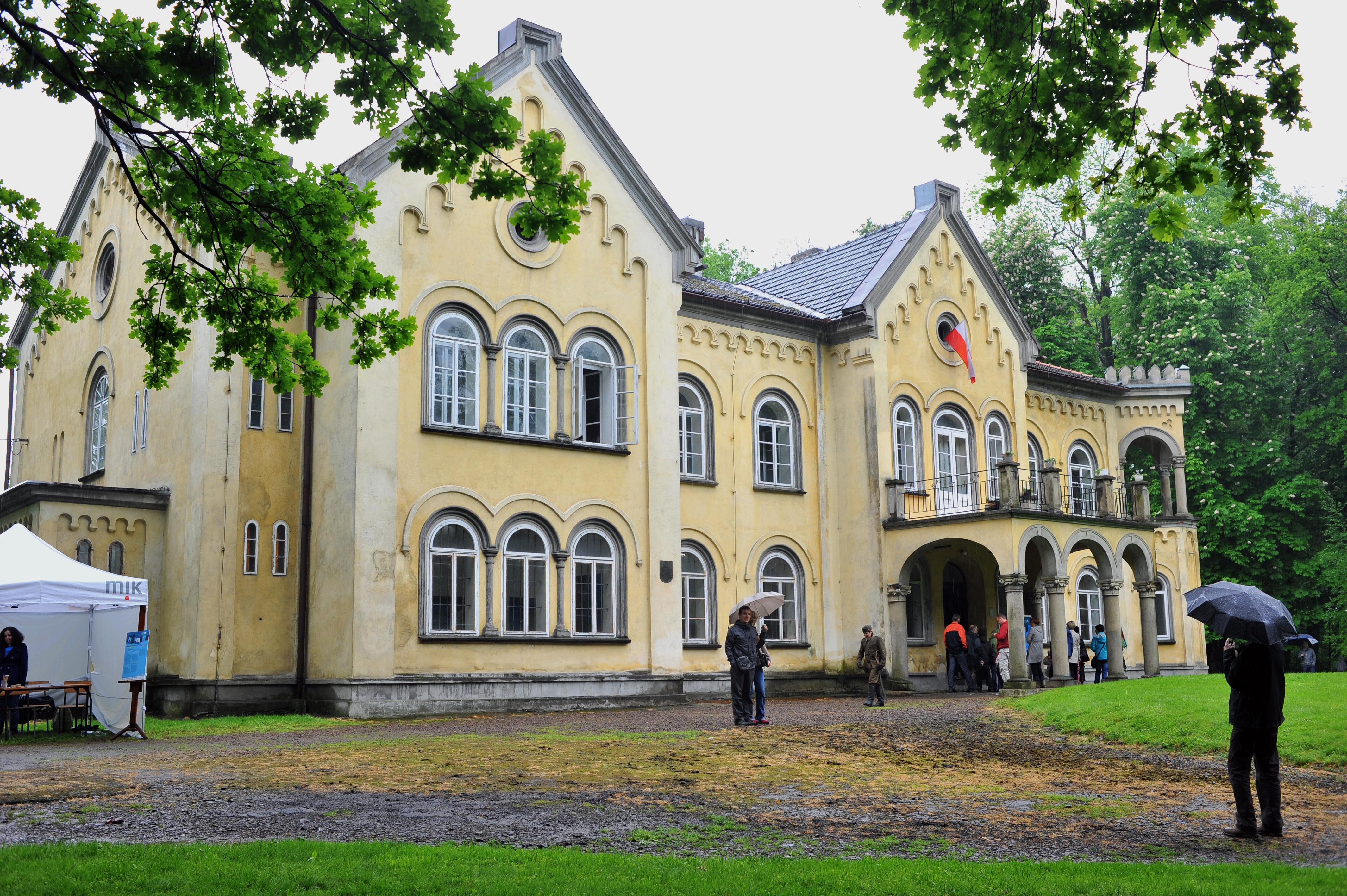
Palast in Ryczów